# Време (недељник)
„Време” је српска медијска група која је најпознатија по томе што издаје политички недељник „Време”. Осим издавања политичког недељника, медијска група „Време” бави се и филмском и видео продукцијом, креирањем медијског садржаја на интернету и организацијом догађаја и конференција. Основана је у Београду октобрa 1990. године од стране групе новинара која је напустила недељник „НИН”, групе београдских дисидената, као и новинара „Борбе”.

## Историјат
Драгољуб Жарковић је био оснивач „Времена” и његов главни уредник од 1991. године.
За Време је у његове прве три деценије писало више стотина новинара и јавних личности. Неки од најутицајнијих аутора који су својим радом обликовали Време и његову публику били су: карикатуриста Предраг Кораксић Коракс, колумниста Стојан Церовић, главни уредник Радио-телевизије Србије Ненад Стефановић био је новинар „Времена” 1990–2005. године; главна уредница „Политике” Љиљана Смајловић била је уредница спољнополитичке рубрике „Времена” 1992–1994; главни уредник Радио Београда Драган Радуловић радио је у „Времену” 1999–2000; Веселин Симоновић, главни уредник београдског вечерњег листа „Блиц”, био је уредник у „Времену”; амбасадорка Србије у ЕУ Роксанда Нинчић је суоснивач „Времена” и новинар тог недељног листа 1990–2000. године. Јована Глигоријевић, суоснивачица мреже Новинарке против насиља, била је заменица главног и одговорног уредника до 2023. године. Угледу „Времена” допринело је више истакнутих новинара међу којима је и Југ Гризељ, чије име носи награда за истраживачко новинарство и ширење разумевања међу народима.
Време реализује емисију Зумирање.

## Додаци часопису
Од 1990, „Време” је издавало више додатака („Време новца”, „Време забаве”, итд.) и било је издавачка кућа, али се „Време књиге” издвојило и променило име у „Стубови културе”. У оквиру „Времена” једно време је излазила „Нова српска политичка мисао”, по издвајању дела редакције часописа „Политичка мисао”, а касније је тај часопис наставио да излази самостално. Године 1990. у оквиру „Времена” излазио је и културни магазин „Александрија”, који је касније наставио да излази самостално. „Време” је имало и међународно издање, под називом Vreme International, које је углавном било усмерено на српску дијаспору у Европи.

## Подмладак
Од 2019. do 2021. године, Време је имало и сајт намењен младима који се звао „Вугл”. „Циљ је да „Време” подмлади публику, а да „Вугл” произведе нове, свеже ауторе”, рекла је приликом оснивања главна и одговорна уредница Јована Глигоријевић.

## Личност године
Уредништво недељника „Време”, почевши од 2001. године, бира личност године. Критеријум за избор је „позитиван допринос унапређењу друштвених институција у јавном интересу“. Досадашње личности године по избору „Времена” су:
- 2001: Божидар Ђелић, министар финансија у Влади Републике Србије,[11]
- 2002: Млађан Динкић, гувернер Народне банке Југославије,[12]
- 2003: Љиљана Раичевић, извршна директорка Сигурне женске куће у Подгорици,[13]
- 2004: Расим Љајић, министар за људска и мањинска права у Влади Републике Србије,[14]
- 2005: Владимир Вукчевић, тужилац за ратне злочине Републике Србије,[15]
- 2006: Здравко Понош, начелник Генералштаба Војске Србије,[16]
- 2007: Соња Лихт, председница београдског Фонда за политичку изузетност,[17]
- 2008: Вигор Мајић, директор Истраживачке станице Петница,[18]
- 2009: Милица Делевић, директорка Канцеларије за европске интеграције Владе Србије,[10]
- 2010: Драган Ђилас, градоначелник Београда,[19]
- 2011: Иван Тасовац, директор Београдске филхармоније,[20]
- 2012: Епископ липљански Јован,[21]
- 2013: Бранко Кукић, писац и уредник часописа и издавачке куће Градац из Чачка,[22]
- 2014: Оља Бећковић, глумица, новинарка и телевизијска водитељка,[23]
- 2015: Саша Јанковић, правник и заштитник грађана Републике Србије (2007—2017),[24]
- 2016: Иван Ивањи, књижевник и преводилац,[25]
- 2017: Иван Меденица, српски позоришни критичари и театролог,[26]
- 2018: Татјана Лазаревић, уредница портала коссев.инфо,[27]
- 2019: Иванка Поповић, ректорка Универзитета у Београду,
- 2020: Павле Петровић, економиста,[28]
- 2021: Горан Марковић, редитељ,[29]
- 2022: Никола Ковачевић, правник,[30]
- 2023: Драган Бјелогрлић, глумац и редитељ,[31]
- 2024: Побуњени студенти и студенткиње, „за назабележени демократски начин одлучивања, отвореност  за дијалог и ненасилан начин борбе за јавни интерес упркос клеветама, провокацијама и физичким нападима” (први пут се признање додељује колективно).[32]